# Lhomme
Lhomme – miejscowość i gmina we Francji, w regionie Kraj Loary, w departamencie Sarthe.
Według danych na rok 1990 gminę zamieszkiwały 842 osoby, a gęstość zaludnienia wynosiła 46 osób/km² (wśród 1504 gmin Kraju Loary Lhomme plasuje się na 646. miejscu pod względem liczby ludności, natomiast pod względem powierzchni na miejscu 625.).